# Unione Siciliana
Die Unione Siciliana (deutsch: Sizilianische Vereinigung) bzw. oft fälschlich Unione Siciliane, später Italo-American National Union, war eine US-amerikanische politische Organisation von amerikanischen Staatsbürgern mit italo-sizilianischem Hintergrund.
Sie kontrollierte in den ersten Jahrzehnten des 20. Jahrhunderts vermutlich einen großen Teil der italienischen Stimmen in den Vereinigten Staaten, wurde von der amerikanischen Cosa Nostra unterwandert und wurde damit selbst Auslöser von Konflikten, da ihre Präsidenten insbesondere während der Prohibition durch die Mafia in Chicago („Chicago Outfit“) kontrolliert wurden.

## Geschichte

### Gründung
Ursprünglich hatte sich die Organisation 1880 als brüderliche Vereinigung von Emigranten aus Sizilien in New York City gebildet. Sie unterstützte ihre Mitglieder bei Problemen der Arbeits- und Wohnungssuche und nahm auch sonst deren Interessen wahr. Die Organisation gewann schnell großen Einfluss unter den Italo-Amerikanern und bestimmte deren Entscheidung bei den Stadtwahlen. In Chicago gab es die Organisation seit 1893; im Jahr 1895 erhielt sie durch den Bundesstaat Illinois das Recht, Versicherungen zu verkaufen. Auf schmaler Mitgliederbasis breitete sich die Unione auch nach Indiana, Michigan und Ohio aus.
Ihr Hauptquartier in New York befand sich im Stadtteil Harlem; die Organisation expandierte schon bald in andere große Städte. Anfang der 1900er Jahre begann dann wohl die Unterwanderung durch das Organisierte Verbrechen. In New York City geschah das durch Ignazio Saietta, der als Boss der Black Hand Gang  der Morello-Familie zuzurechnen war. Die Niederlassung in Detroit geriet 1920 unter die Kontrolle von Salvatore „Sam“ Catalonotte, unter dem die Zusammenarbeit mit Chicago ausgebaut wurde, wo Mike Merlo, ein Vertrauter von Al Capone, die Fäden zog. In Buffalo wurde die Unione von Joe DiCarlo geleitet.

### Murder Stable
In Brooklyn hatten sich viele Mitglieder eingefunden, die aus Castellammare del Golfo stammten; ein Umstand, der im sogenannten Krieg von Castellammare 1930/1931 noch eine Rolle spielen sollte. Angeführt wurde die Zentrale jedoch von Ignazio Saietta. Als erste Ansprechstelle nicht-englisch sprechender Italiener war die Unione die ideale Rekrutierungsstelle für seine Black Hand Gang und eine ideale Tarnung für kriminelle Aktivitäten. Als 1901 der italoamerikanische Polizeiagent Joseph Petrosino die Zentrale der Unione durchsuchte, wurden sechzig Leichen entdeckt. Saietta wurde zwar verhaftet, aber außer dem Faktum, dass ihm das Gebäude gehörte, war ihm nichts nachzuweisen.
Das Leichenhaus war seitdem als Murder Stable bekannt und das Image der Unione war derartig für immer ruiniert, dass es sogar Thesen gibt, die Unione sei von Anfang an durch die Black Hand, und damit von der Mafia, gegründet worden.
So oder so entwickelte sich die Unione Siciliana zu einem mafiösen Zentralorgan, welches Mitglieder und Mitgliedsbeiträge mit Gewalt eintrieb. Dadurch war die Präsidentschaft über diese Organisation von strategischer Bedeutung für die Vormachtstellung innerhalb der damaligen mafiösen Strukturen in den Vereinigten Staaten und damit fast schon ein Vorläufer des späteren National Crime Syndicate.
Saietta wurde durch den Mafioso Frankie Yale abgelöst. Yale war ein Mitglied der Five Points Gang, einer italienischen Straßenbande in Manhattan, der bis zu ihrem Weggang zum Chicago Outfit auch Johnny Torrio und Al Capone angehört hatten. Die Five Pointers hatten, wie die meisten klassischen Banden der Stadt, für die Politiker der Tammany Hall gearbeitet, die ein großes Interesse an sicheren italienischen Stimmen hatte.

### Chicago Outfit
Wegen einer Auseinandersetzung mit Capone wurde Yale 1928 ermordet. Danach fiel die Leitung der Gesamtorganisation an die Chicagoer Unterwelt unter die Präsidentschaft von Mike Merlo und das Outfit sollte ab da die Kontrolle nicht mehr abgeben. Allerdings entwickelte sich die Präsidentschaft zu einer umkämpften Position; insbesondere Al Capone verlor nun durch den Tod von Merlo die gerade errungene Kontrolle über diese Position, da er als Nicht-Sizilianer der Unione zunächst nicht angehören konnte und eigentlich Antonio Lombardo als Nachfolger favorisiert hatte. Denn Angelo Genna, ein Mitglied der Genna-Familie, hatte sich die Präsidentschaft quasi unter den Nagel gerissen. Deshalb kann darüber spekuliert werden, hierin ein Motiv für seine Ermordung am 25. Mai 1925 durch Al Capone und nicht etwa durch die North Side Gang zu sehen. Auch sein Nachfolger Samuzzo „Samoots“ Amatuna ereilte am 13. November 1925 das gleiche Schicksal.
Die Organisation zerfiel und zersplitterte danach zunehmend. Unter Antonio Lombardo wurde die Unione Siciliana in Italo-American National Union umbenannt. Allerdings schuf er sich Feinde durch die Öffnung der Organisation für Nicht-Sizilianer und so endete auch Lombardos Präsidentschaft am 7. September 1928 gewaltsam und konnte durch seinen Bruder Pasqualino „Patsy“ Lolordo nur vier Monate bis zum 8. Januar 1929, dem Tag seiner Ermordung, weitergeführt werden.
Hinter beiden Morden steckte Joey Aiello, allerdings waren vermutlich die Brüder Frank und Peter Gusenberg die ausführenden Täter und nicht Aiello und seine Brüder, die sich mit nun mit der North Side Gang verbündet hatten, um gegen Capone bestehen zu können. Angesichts der seit 1927 andauernden Konflikts zwischen Aiello und Capone suchte letzterer aber nun offenbar das Ende.
Dazu gehörte auch die Ermordung von Joseph Giunta, eigentlich ein Anhänger von Capone, der Lolordos vakanten Posten übernommen hatte. Ein weiterer Capone-Mann war nun zudem John Scalise als Vizepräsident, der zusammen mit Albert Anselmi ein Killer-Team bildete, das Capone der Genna-Familie ausgespannt hatte. Capone hatte Zweifel an der Loyalität dieser drei Personen bekommen und ging offenbar davon aus, die drei seien zu Aiello übergelaufen, weshalb er die drei am 7/8. Mai 1929 ermordete.
Der Präsidentenposten war also erneut vakant und Capone stimmte in Atlanta der Wahl von Aiello zunächst noch zu, aber nachdem Capone von Mai 1929 bis März 1930 eine Haftstrafe wegen Waffenbesitz verbüßt hatte, endete die Schonzeit für Aiello. Dieser wurde am 23. Oktober 1930 ermordet, als er das Haus des Schatzmeisters der Unione, Pasquale „Presto“ Prestogiacomo, in der 205 Kolmar Avenue verließ. Ein von allen akzeptierter Nachfolger konnte angesichts der Mordserie nicht mehr gefunden werden. Durch die Große Depression wurde die Auflösung der Organisation vorangetrieben.
Da durch den Krieg von Castellammare 1930/1931 ohnehin viele der „Mustache Petes“ „kaltgestellt“ wurden, verschwand die Organisation bis zum Ende des Jahrzehnts.

## Präsidenten

### New York City
- 19??–19??: Ignazio „Saietta“ Lupo (1910–1930 inhaftiert)
- 1918–1928[5]: Frankie Yale

### Buffalo
- Joe DiCarlo († 1921)

### Chicago
- 1918–1921: Anthony D'Angelo
- 1921–1924: Mike Merlo
- 1925: Angelo Genna
- 1925: Samuzzo „Samoots“ Amatuna
- 1925–1928: Antonio Lombardo
- 1928–1929: Pasqualino „Patsy“ Lolordo
- 1929: Joseph Giunta
- 1929–1930: Giuseppe „Joe“ Aiello
- 1929–1934: Agostino Loverdo
- 1934–1941: Phil D'Andrea

### Detroit
- Salvatore „Sam“ Catalonotte